# Camello (náutica)

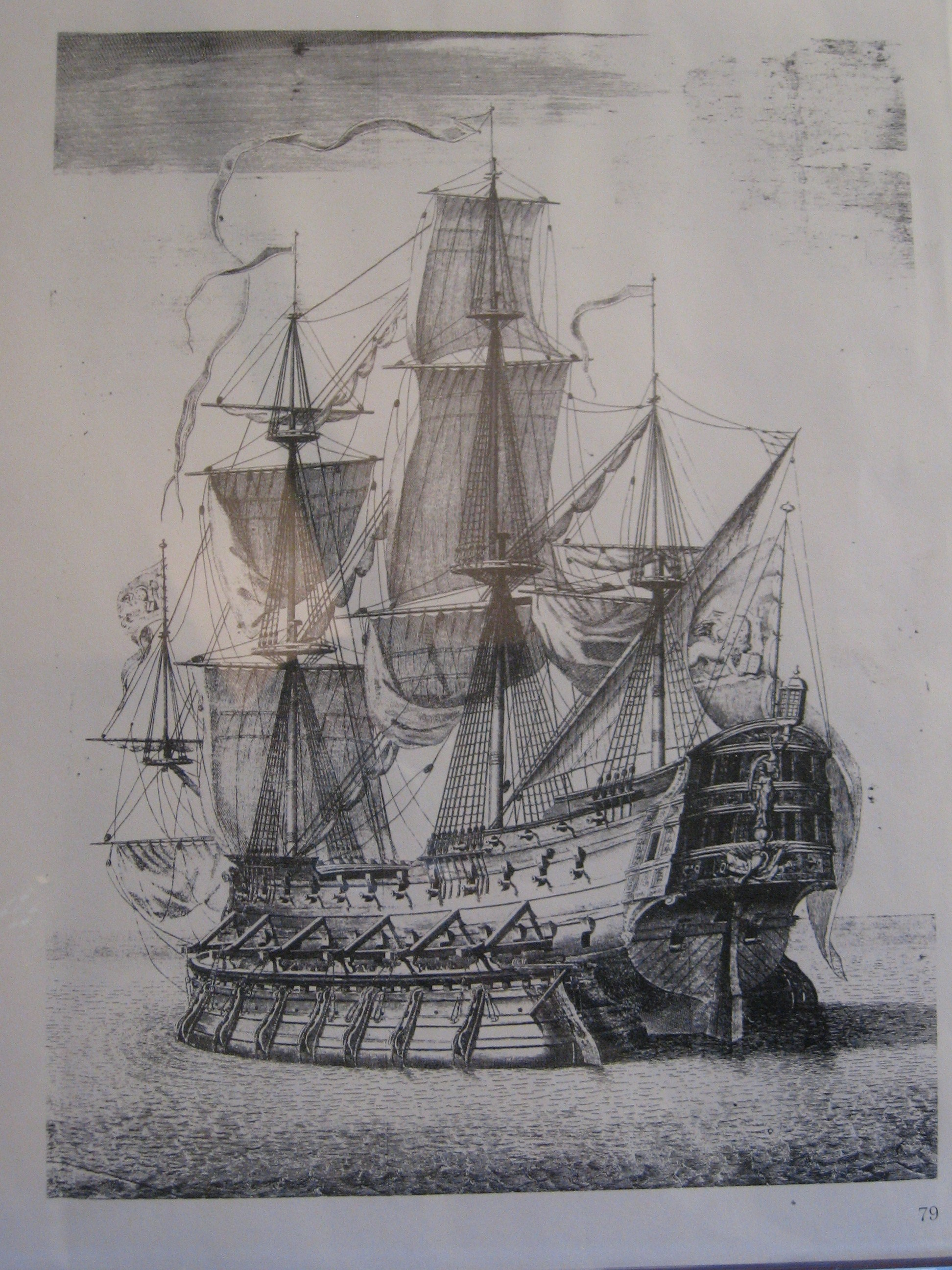
Barco veneciano sujetado entre camellos

Se llama camello a un mecanismo flotante para suspender un buque. 

## Descripción
Es una máquina o mecanismo inventado en Ámsterdam en 1688 para suspender un buque y hacerlo pasar por parajes de menor fondo que su calado. Consiste en dos pontones o cajones, con un lado recto y el otro cóncavo por el cual casi se ajusta cada uno de ellos a la figura del buque. En dicha posición, bien atracados a este, se llenan de agua que después se saca con una bomba y al flotar de este modo, obran su efecto. Esta última operación se expresa por la frase arrizar camellos. 
Esta máquina viene a ser un equivalente del cajón de suspender y del alzacaballo  y en sus casos puede ser como chata y pontón o estos como ella cuando hacen su oficio.

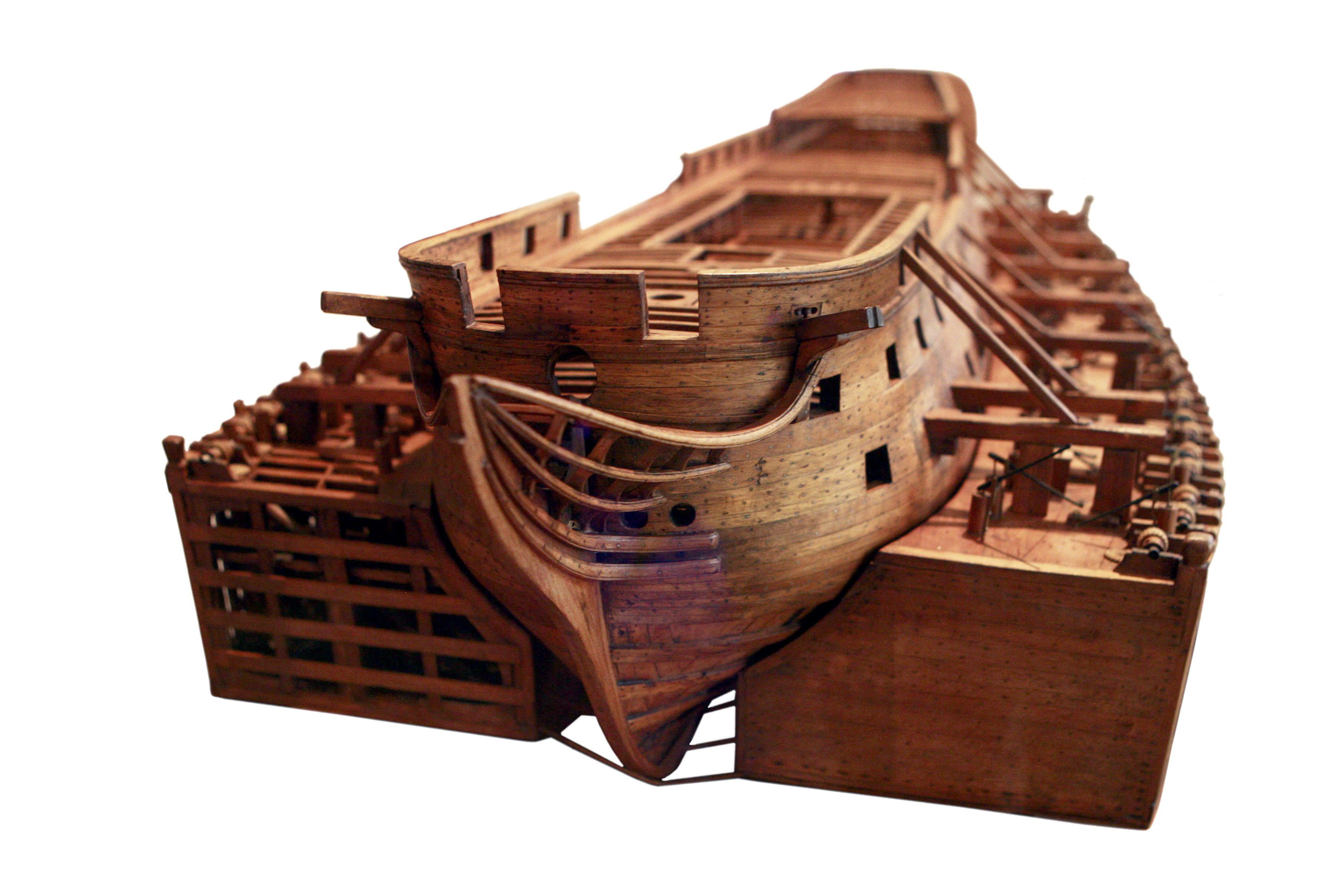
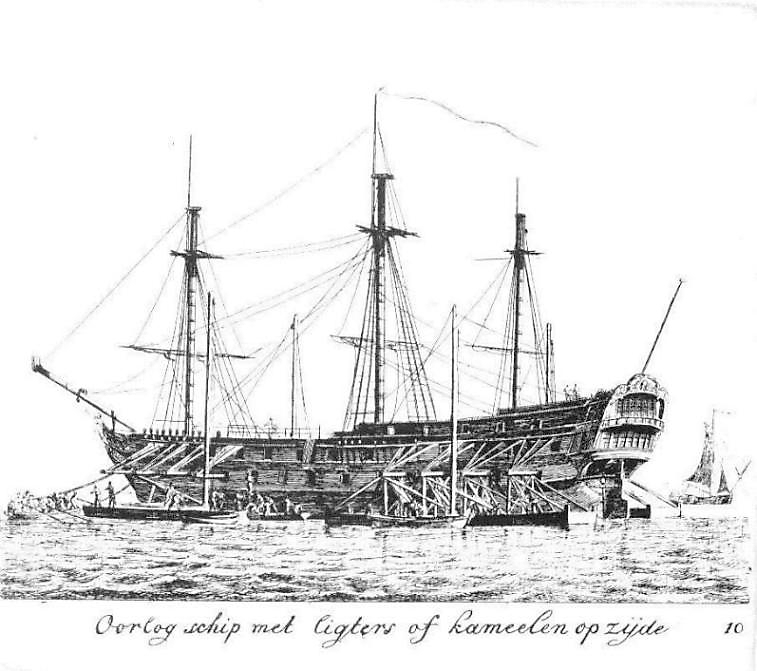